# Bérenger Saunière

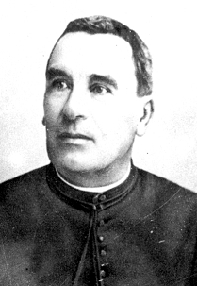
Bérenger Saunière (1915)

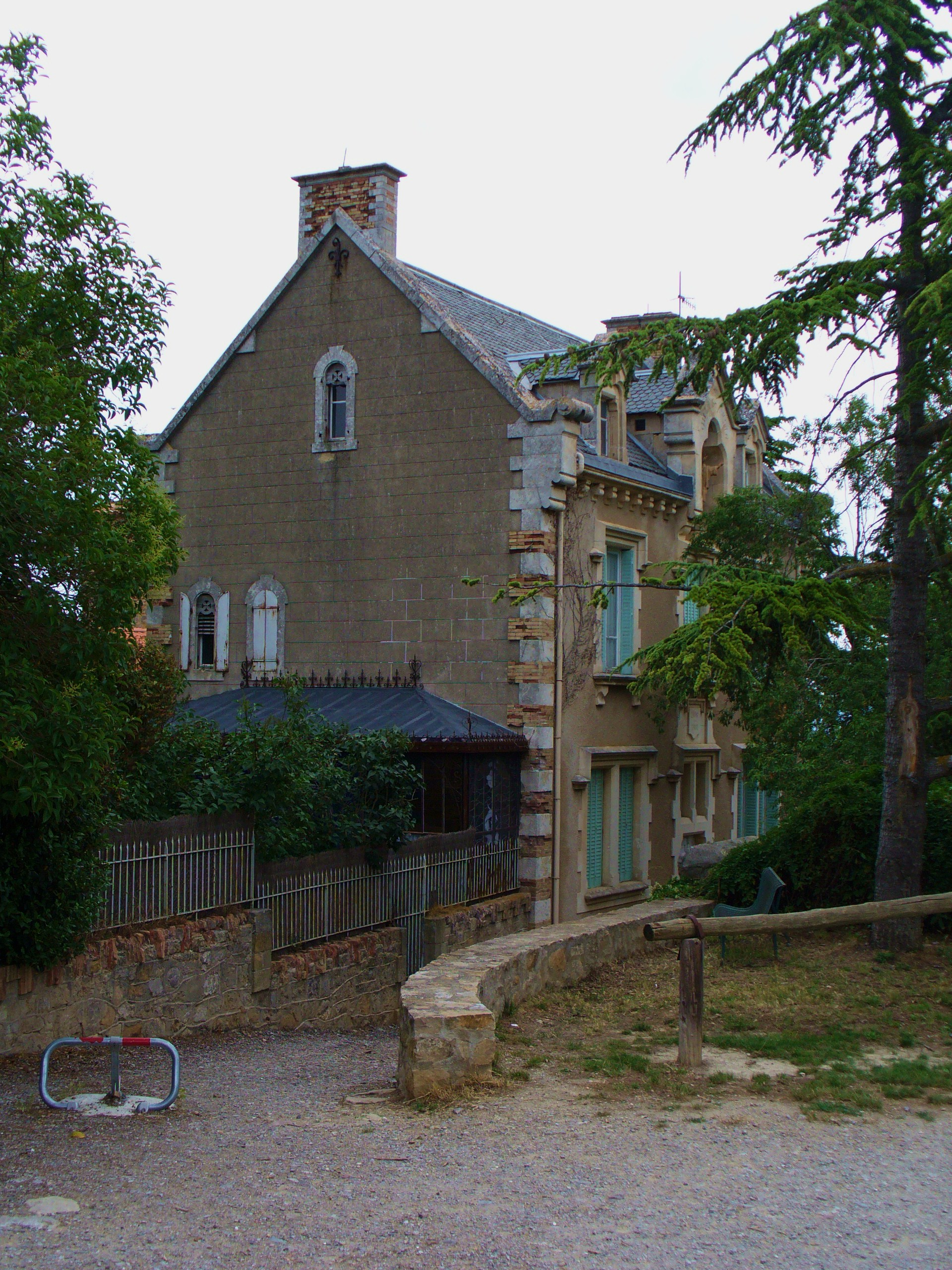
Die Villa Béthania des Dorfpfarrers Abbé Bérenger Saunière

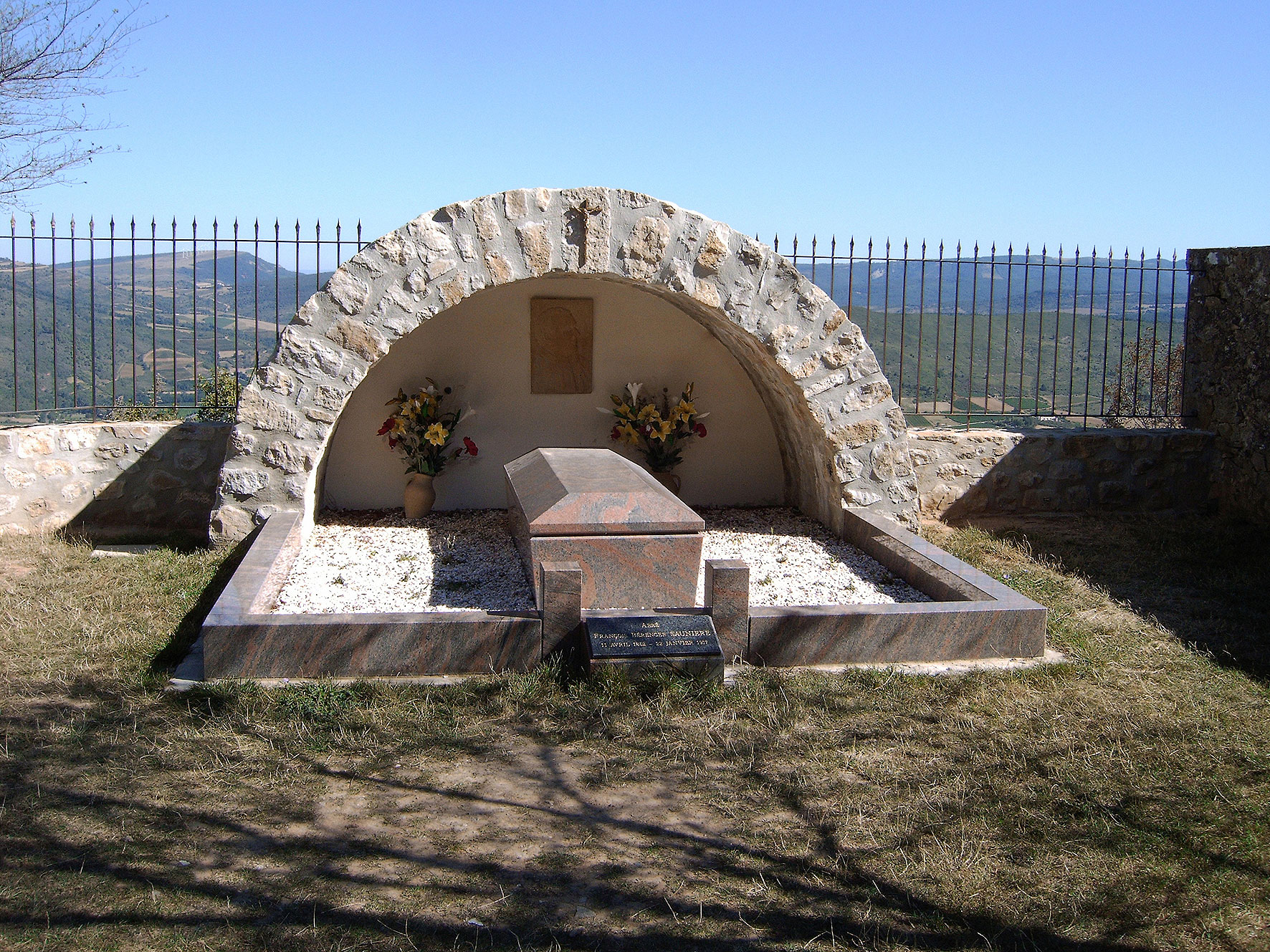
Grab von Bérenger Saunière in Rennes-le-Château

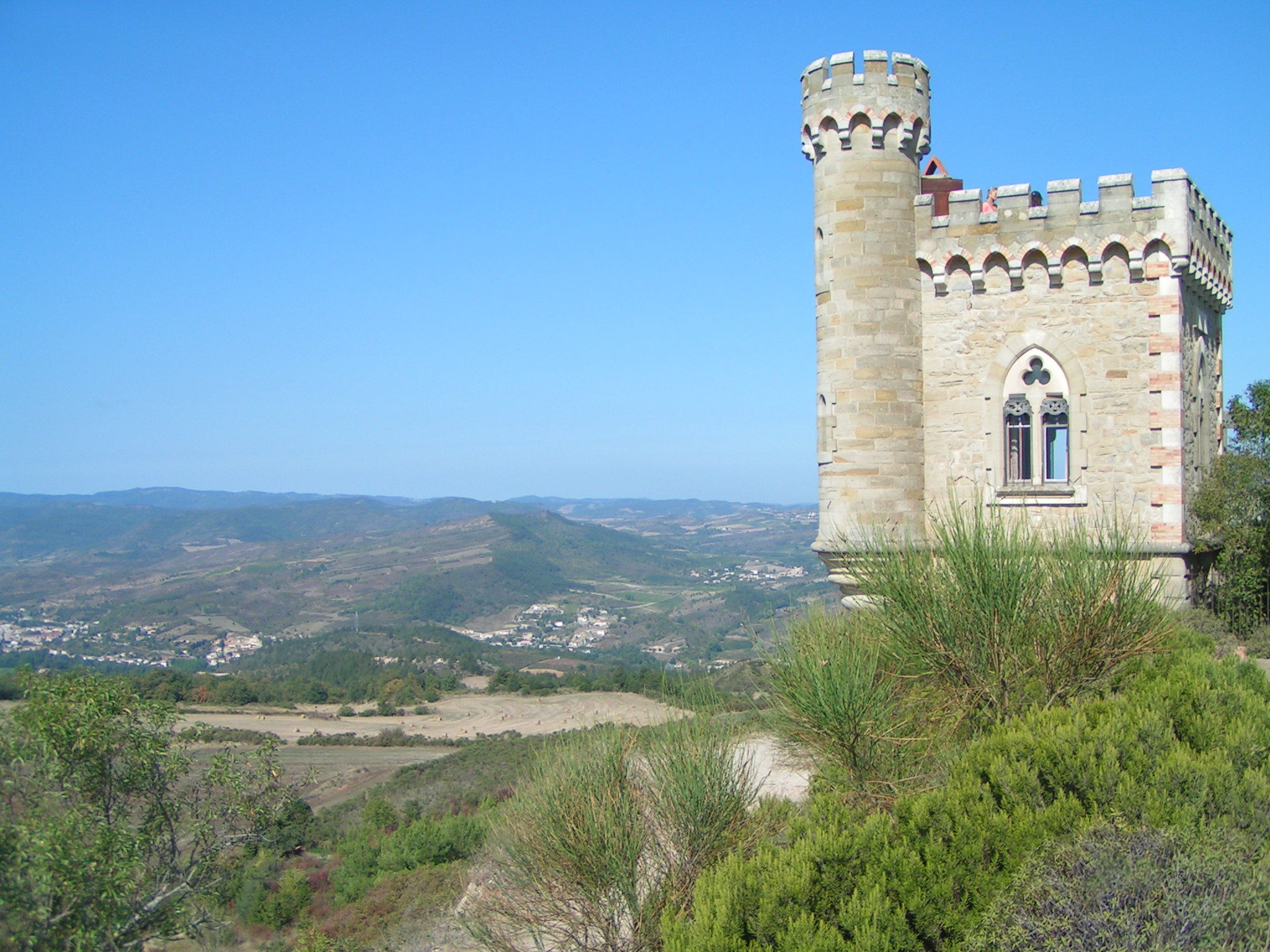
Tour Magdala, Saunières Bibliothek

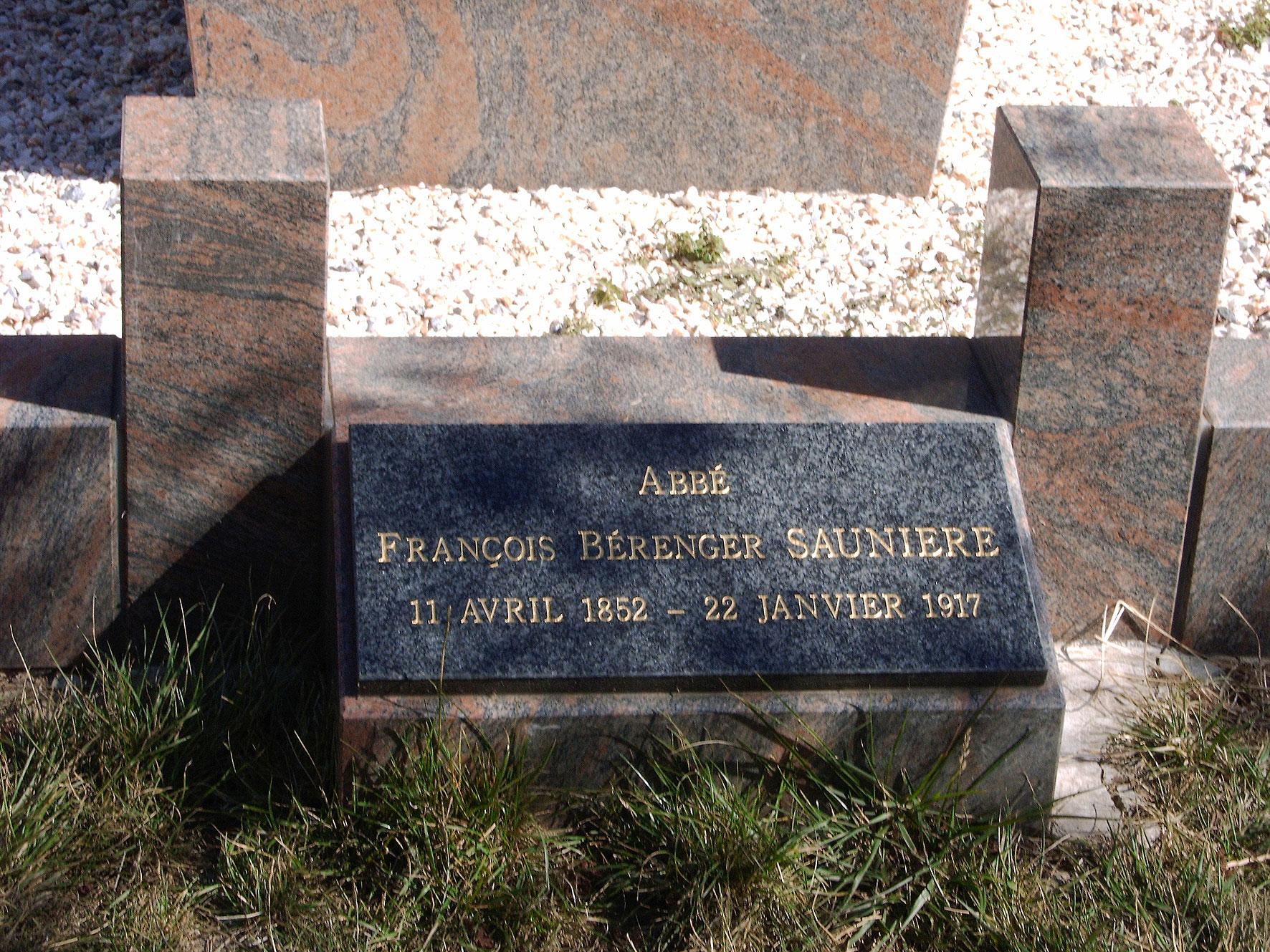
Grabdetail

Bérenger Saunière (* 11. April 1852 in Montazels; † 22. Januar 1917 in Rennes-le-Château) war ein französischer Pfarrer in Rennes-le-Château, der spekulativ mit der Prieuré de Sion in Verbindung gebracht wurde.

## Leben
Bérenger Saunière war der älteste Sohn von Marguerite und Joseph Saunière, nach ihm wurden weitere drei Söhne und drei Töchter geboren. Der Vater war Bürgermeister von Montazels, Leiter eines Mühlenbetriebs und Verwalter des Schlosses des Marquis de Cazermajou und danach des Monsieur de Bourzès. Der Bruder Alfred wurde Priester, Bruder Joseph starb mit 25 während seines Medizinstudiums. Bérenger verbrachte seine Schuljahre in der Schule St. Louis in Limoux.
1874 trat Saunière in das Priesterseminar von Carcassonne ein. Drei Jahre später wurde er zum Priester geweiht und begann seinen Dienst als Vikar in Alet-les-Bains. 1882 wurde er nach La Clat versetzt und zum Professor am Seminar von Narbonne berufen. Wegen Disziplinarvorfällen wurde Saunière allerdings nach Rennes-le-Château versetzt, wo er am 1. Juni 1885 das Pfarramt übernahm.
Saunière gab sich offen antirepublikanisch und wurde deshalb von der Präfektur gezwungen, seine Gemeinde von Dezember 1885 bis Juli 1886 zu verlassen, worauf er wieder am Seminar lehrte. Unter dem Druck der Stadtverwaltung widerrief der Präfekt allerdings seine Entscheidung. 1890 wurde Saunière neben dem sehr kleinen Rennes-le-Château nun auch noch Antugnac als Pfarrei zugewiesen.
Saunière inserierte in vielen religiösen Zeitschriften (u. a. Semaine Religieuse, La Croix, L’éclair, L’Express du Midi), um Messstipendien zu erhalten. Er bekam darauf zahlreiche Briefe mit Geldanweisungen – aus seinen Notizen kann man ableiten, dass er zwischen 1896 und 1915 Zahlungen für mindestens hunderttausend Messen erhielt, von denen er jährlich nur einige hundert lesen konnte. Durch diese Einnahmen wurde er zu einem wohlhabenden Mann.
Saunière sanierte die kleine Dorfkirche Sainte Marie-Madeleine und gestaltete sie gemeinsam mit Henri Boudet neu. 1902 bekam der Pfarrer ein Glasauge. Er wohnte mit der Familie Dénarnaud im Pfarrhaus; jedoch verstand er sich nur sehr schlecht mit Marie Dénarnauds Mutter. Er zog es deshalb vor, sich in dem Gebäude, das er neben dem Friedhof hatte bauen lassen, aufzuhalten. Ein Jahr später kam es zum Streit zwischen Saunière und Boudet, der seinem Freund einen „für einen Priester unziemlichen Lebenswandel“ vorgeworfen hatte.
Bei einer Visitation forderte der neue Bischof von Carcassonne, Monseigneur Paul-Félix Beuvain de Beauséjour, Rechenschaft über die Herkunft und Verwendung der Geldmittel Saunières. Der Pfarrer versuchte, eine Rechnungsoffenlegung zu verhindern, indem er sich mehrfach krankmeldete. Es folgten mehrere Verteidigungsversuche, wobei Saunière unter anderem erklärt haben soll, er habe einen Schatz gefunden, was der Bischof aber durchschaute. Saunière erklärte schließlich, alles gehöre seiner Haushälterin Marie Dénarnaud.
1911 wurde daraufhin Saunière seines Amtes enthoben („suspensus a divinis“). Er blieb aber in Rennes-le-Château. Sein Nachfolger Abbé Marty hatte keinen Erfolg: die Einwohner von Rennes-le-Château, um die sich Saunière Jahre zuvor auch finanziell gekümmert hatte, hatten ihm dies nicht vergessen und kamen zu Saunières Messen in den Wintergarten seiner Villa Béthania. Allerdings blieb der Geldfluss nun aus. Der Pfarrer musste vieles aus seinem Privatbesitz verkaufen.
Saunière appellierte nach Rom und wurde nach Verrichtung einer Bußwallfahrt nach Lourdes erneut als Pfarrer von Rennes-le-Château eingesetzt.

## Spätere Ausschmückungen
Noël Corbu (1912–1968) ein ehemaliger Kriminalromanautor, 1953 Besitzer des Grundstücks von Saunière, war der erste, der von dessen sagenhaftem Reichtum erzählte und dazu eine ausgeschmückte Geschichte von einem angeblich gefundenen Schatz erfand.
In den frühen 1960er Jahren traf Corbu mit Pierre Plantard zusammen, der die Saunièrelegende für seine eigenen Zwecke adaptierte und eine Beziehung zur Prieuré de Sion herstellte. Nach seiner Version habe Saunières Schatz in erster Linie aus Dokumenten bestanden, die Plantard als eigentlichen Erben der Merowinger auswiesen. Saunière habe diese Dokumente, die ein Jahrhundert zuvor Abbé Bigou in dem hölzernen Altarpfeiler versteckt habe, bei Restaurierungsarbeiten entdeckt.
Die Geschichten wurden Grundlage des mehrfach aufgelegten Buches Der Heilige Gral und seine Erben der Autoren Lincoln/Baigent/Leigh, die aus dem Schatz den Heiligen Gral machten. Der Schriftsteller Dan Brown schrieb in seinem Roman Sakrileg die Geschichte weiter.

## Filme
- Geheimakte Sakrileg. Der Mythos von Rennes le Chateau, Fernsehdokumentation im Rahmen der Serie Terra X, ZDF (online)
- Der Pfarrer und der Heilige Gral, Fernsehdokumentation im Rahmen der Serie Mythenjäger, ZDF (online)